# Elof Hansson (köpman)
Elof Hansson, född 3 januari 1869 i Tottarps socken, död 17 december 1955 i Släps socken, var en svensk affärsman och grundare av firman Elof Hansson. Han var bror till Nils Hansson.
Elof Hansson var son till bonden och landstingspolitikern Hans Hansson. Han studerade vid folkhögskolan Hvilan och därefter vid lantmannaskola innan han 1890 blev anställd som kontorsbiträde vid Lunds sockerfabriks AB i Staffanstorp. Elof Hansson var 1891-1893 anställd vid Örtofta sockerbruk samtidigt som han bedrev privata språkstudier i Lund och utexaminerades 1892 från Berliners Höhere Handelschule i Hannover. Därefter arbetade han utomlands, 1893-1894 hos Björkegren och Beck i Hull, 1894-1896 hos Piettre Fréres i Paris och 1896-1897 hos F A Neubauer i Hamburg. Därefter valde han att grunda en egen export- och importfirma i Hamburg, firman Elof Hansson. Han handlade med alla möjliga varor men kom i början av 1900-talet att allt mer gå över till trämassa. I samband med utbrottet av första världskriget flyttade han över sin firma till Göteborg. Firman svartlistades i Storbritannien på grund av sina affärer med centralmakterna men Elof Hansson kunde genom att upprätta ett filialkontor i London fortsätta med sina långväga affärer, främst med Japan. Under mellankrigstiden blev hans firma även en betydande importör av japanska varor.
Elof Hansson var även ordförande i Skandinaviska sällskapet i Hamburg 1903-1906, ordförande i Svenska klubben i Hamburg 1908-1914 och från 1936 ordförande i Sankt Johanneskyrkan i Göteborgs kyrkoråd. Elof Hansson var annars mycket tillbakadragen från det offentliga livet.